# C9orf116
C9orf116 (англ. Chromosome 9 open reading frame 116) – білок, який кодується однойменним геном, розташованим у людей на короткому плечі 9-ї хромосоми. Довжина поліпептидного ланцюга білка становить 136 амінокислот, а молекулярна маса — 15 260.
| 10         |  | 20         |  | 30         |  | 40         |  | 50         |
| ---------- |  | ---------- |  | ---------- |  | ---------- |  | ---------- |
| MAEECPRACA |  | EPVAPKATAP |  | PERTSDYYRV |  | SADLPGRFNN |  | PGWFRGYRTQ |
| KAVSVYRTSN |  | QAYGSRAPTV |  | HEMPKVFYPN |  | SNKFSQQLAA |  | GGMFRNNTLN |
| VYLEKSIVTG |  | PDNCITSCDR |  | LNFHPSYNIN |  | RPSICD     |  |            |

A: Аланін

C: Цистеїн

D: Аспарагінова кислота

E: Глутамінова кислота

F: Фенілаланін

G: Гліцин

H: Гістидин

I: Ізолейцин

K: Лізин

L: Лейцин

M: Метіонін

N: Аспарагін

P: Пролін

Q: Глутамін

R: Аргінін

S: Серин

T: Треонін

V: Валін

W: Триптофан

Задіяний у такому біологічному процесі, як альтернативний сплайсинг. 